# Melle Nieling
Melle Nieling (1992) is een Nederlands beeldend kunstenaar. Hij maakt films en installaties die de relatie tussen realiteit en virtualiteit onderzoeken.
Nieling studeerde in 2017 gelijktijdig met zijn broer af aan de AKI Art & Design Enschede ArtEZ. In 2019 ontving hij van het Prins Bernhard Cultuurfonds de Young Talent Award fellowship om zijn studie voort te zetten aan de Royal College of Art in Londen.
In 2018 organiseerde hij in samenwerking met het New Yorkse Museum of Modern Art een expositie bij Villa De Bank in Enschede. Hiervoor deed hij onderzoek naar de werking achter de schermen van een aantal kunstinstellingen, waaronder TENT Rotterdam, het Lisser Art Museum en White Cube in Londen.
Nieling ontving kritiek nadat hij in 2019 onuitgenodigd zijn werk liet zien bij Art Rotterdam. Hij had een bakwagen gevuld met zijn werk, deze voor de ingang geparkeerd en de laadklep naar beneden gelaten.

## Tentoonstellingen
Solopresentaties:
- MoMA at the Bank Presents, Villa de Bank, Enschede, 2018
- Exhibition Continues, Art Rotterdam, Rotterdam, 2019

Belangrijke groepspresentaties:
- Penrose Helix, Generation & Display, London, 2021
- You'll never understand what I put you through, a&o Kunsthalle, Leipzig, 2022[5]